# Laruscade
Laruscade est une commune du Sud-Ouest de la France, située dans le département de la Gironde (région Nouvelle-Aquitaine).

## Géographie

### Localisation et accès
Laruscade située dans le Cubzaguais est l'une des dernières communes du Nord-Gironde. Sa frontière avec la commune de Bedenac marque la séparation entre la Gironde et la Charente-Maritime. Elle fait partie de l'aire d'attraction de Bordeaux.
La commune est traversée à l'ouest par la N.10 entre Bordeaux et Angoulême.

### Communes limitrophes
Les communes limitrophes sont Bedenac, Bussac-Forêt, Cavignac, Lapouyade, Marcenais, Marsas, Saint-Mariens, Saint-Yzan-de-Soudiac et Tizac-de-Lapouyade.
| Saint-Yzan-de-Soudiac | Bussac-Forêt (Charente-Maritime) | Bédenac (Charente-Maritime) |
| Saint-Mariens         | Laruscade                        | Lapouyade                   |
| Cavignac              | Marcenais                        | Tizac-de-Lapouyade          |

### Hydrographie et végétation

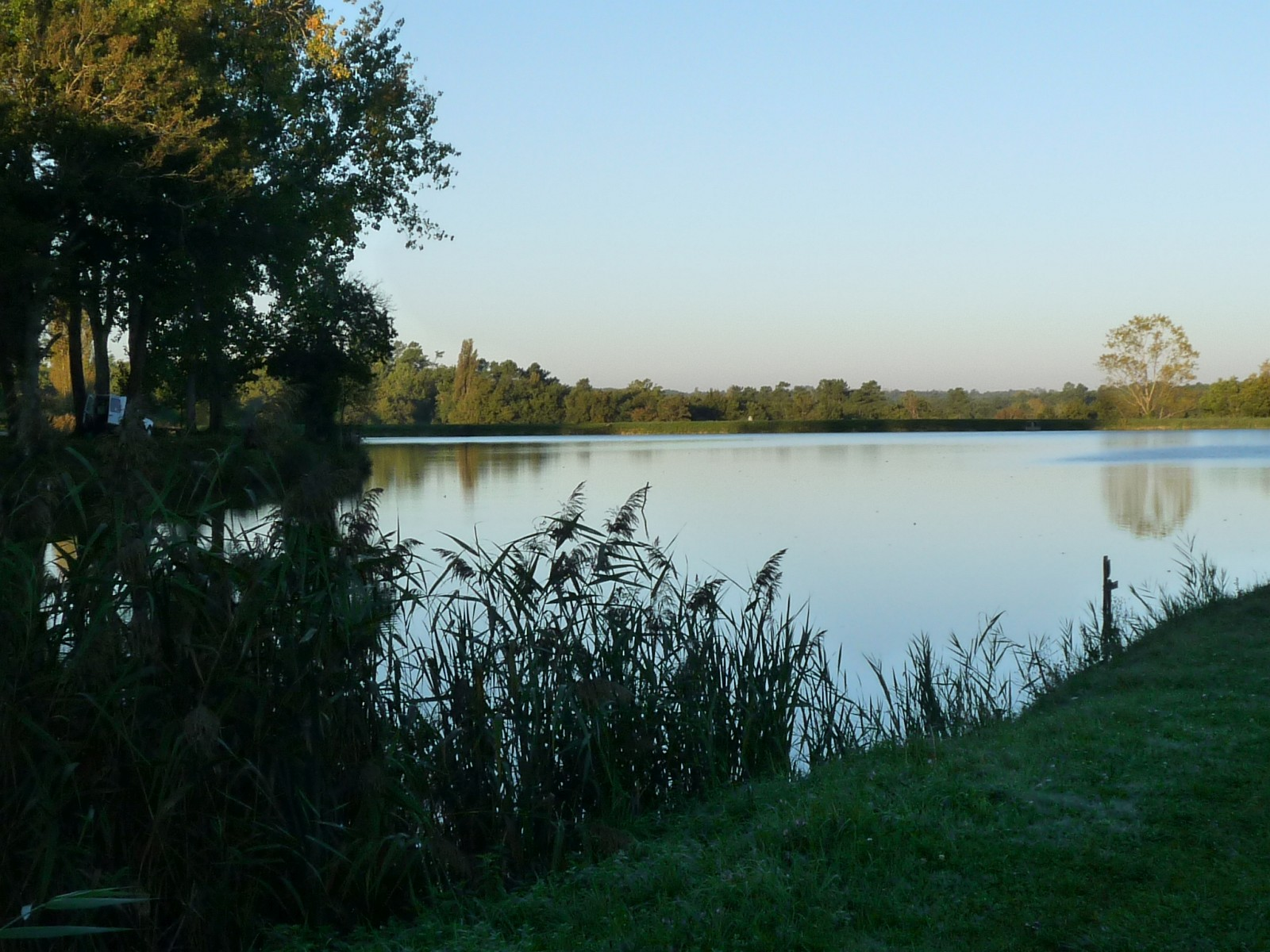
L'étang communal.

Le territoire communal est en majeure partie recouvert de forêts et la principale rivière de Laruscade est la Saye.

### Climat
Pour des articles plus généraux, voir Climat de la Nouvelle-Aquitaine et Climat de la Gironde.
Historiquement, la commune est exposée à un climat océanique aquitain.  
En 2020, Météo-France publie une typologie des climats de la France métropolitaine dans laquelle la commune est exposée à un climat océanique et est dans la région climatique  Aquitaine, Gascogne, caractérisée par une pluviométrie abondante au printemps, modérée en automne, un faible ensoleillement au printemps, un été chaud (19,5 °C), des vents faibles, des brouillards fréquents en automne et en hiver et des orages fréquents en été (15 à 20 jours).
Pour la période 1971-2000, la température annuelle moyenne est de 12,9 °C, avec une amplitude thermique annuelle de 14,6 °C. Le cumul annuel moyen de précipitations est de 902 mm, avec 12 jours de précipitations en janvier et 7,3 jours en juillet. Pour la période 1991-2020, la température moyenne annuelle observée sur la station météorologique la plus proche, située sur la commune de Saint-Savin à 9 km à vol d'oiseau, est de 13,9 °C et le cumul annuel moyen de précipitations est de 835,2 mm,. Pour l'avenir, les paramètres climatiques de la commune estimés pour 2050 selon différents scénarios d’émission de gaz à effet de serre sont consultables sur un site dédié publié par Météo-France en novembre 2022.

## Urbanisme

### Typologie
Au 1er janvier 2024, Laruscade est catégorisée commune rurale à habitat dispersé, selon la nouvelle grille communale de densité à sept niveaux définie par l'Insee en 2022.
Elle est située hors unité urbaine. Par ailleurs la commune fait partie de l'aire d'attraction de Bordeaux, dont elle est une commune de la couronne,. Cette aire, qui regroupe 275 communes, est catégorisée dans les aires de 700 000 habitants ou plus (hors Paris),.

### Occupation des sols

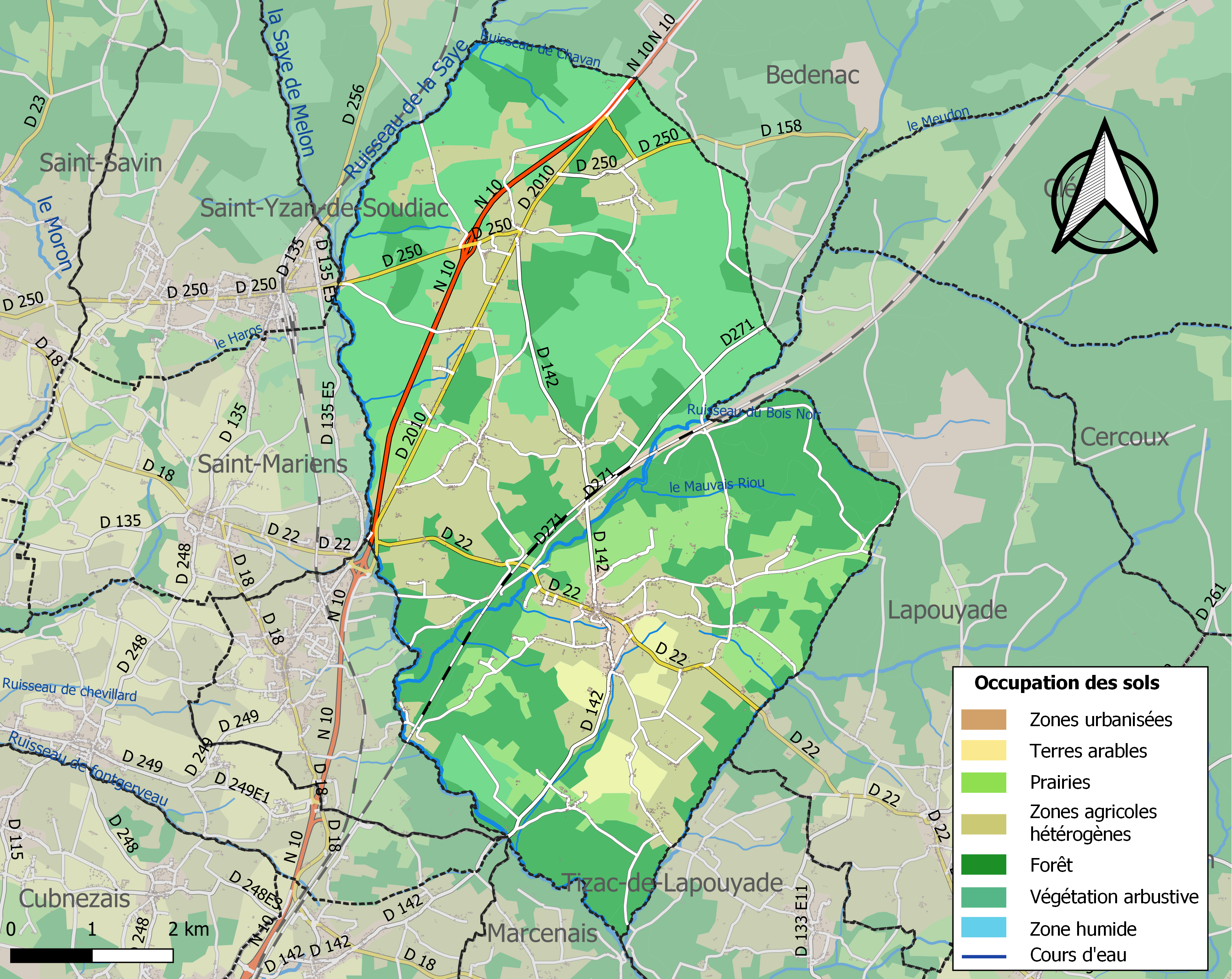
Carte des infrastructures et de l'occupation des sols de la commune en 2018 (CLC).

L'occupation des sols de la commune, telle qu'elle ressort de la base de données européenne d’occupation biophysique des sols Corine Land Cover (CLC), est marquée par l'importance des forêts et milieux semi-naturels (60,7 % en 2018), en augmentation par rapport à 1990 (59,3 %). La répartition détaillée en 2018 est la suivante : 
forêts (34 %), milieux à végétation arbustive et/ou herbacée (26,7 %), zones agricoles hétérogènes (23,6 %), prairies (11,4 %), cultures permanentes (2 %), zones urbanisées (1,3 %), terres arables (0,7 %), zones industrielles ou commerciales et réseaux de communication (0,4 %). L'évolution de l’occupation des sols de la commune et de ses infrastructures peut être observée sur les différentes représentations cartographiques du territoire : la carte de Cassini (XVIIIe siècle), la carte d'état-major (1820-1866) et les cartes ou photos aériennes de l'IGN pour la période actuelle (1950 à aujourd'hui).

### Risques majeurs
Le territoire de la commune de Laruscade est vulnérable à différents aléas naturels : météorologiques (tempête, orage, neige, grand froid, canicule ou sécheresse), inondations, feux de forêts, mouvements de terrains et séisme (sismicité faible). Un site publié par le BRGM permet d'évaluer simplement et rapidement les risques d'un bien localisé soit par son adresse soit par le numéro de sa parcelle.
La commune a été reconnue en état de catastrophe naturelle au titre des dommages causés par les inondations et coulées de boue survenues en 1982, 1999 et 2009,.
Laruscade est exposée au risque de feu de forêt. Depuis le 20 avril 2016, les départements de la Gironde, des Landes et de Lot-et-Garonne disposent d’un règlement interdépartemental de protection de la forêt contre les incendies. Ce règlement vise à mieux prévenir les incendies de forêt, à faciliter les interventions des services et à limiter les conséquences, que ce soit par le débroussaillement, la limitation de l’apport du feu ou la réglementation des activités en forêt. Il définit en particulier cinq niveaux de vigilance croissants auxquels sont associés différentes mesures,.
Les mouvements de terrains susceptibles de se produire sur la commune sont des tassements différentiels.

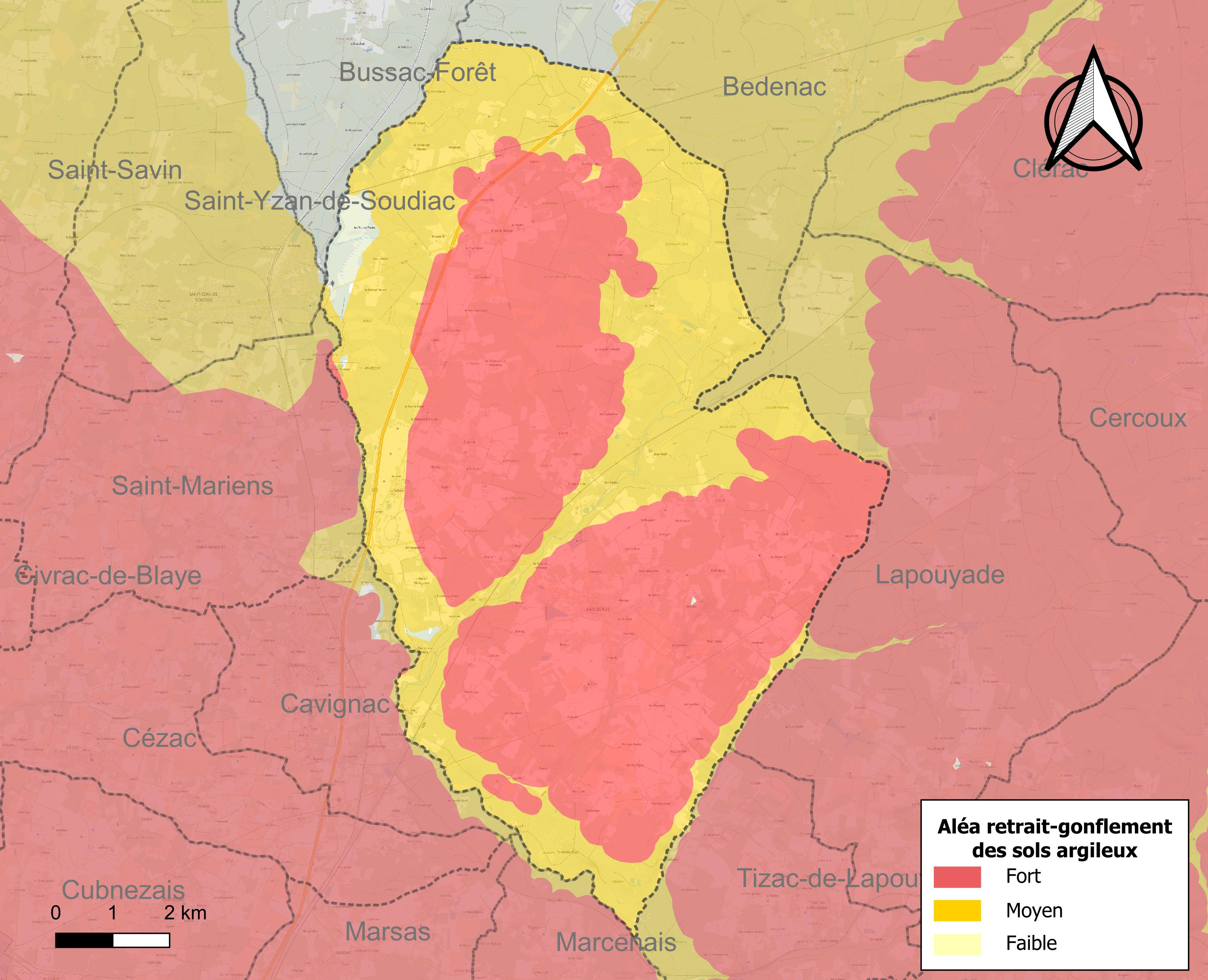
Carte des zones d'aléa retrait-gonflement des sols argileux de Laruscade.

Le retrait-gonflement des sols argileux est susceptible d'engendrer des dommages importants aux bâtiments en cas d’alternance de périodes de sécheresse et de pluie. 98,6 % de la superficie communale est en aléa moyen ou fort (67,4 % au niveau départemental et 48,5 % au niveau national). Sur les 1 071 bâtiments dénombrés sur la commune en 2019, 1 069 sont en aléa moyen ou fort, soit 100 %, à comparer aux 84 % au niveau départemental et 54 % au niveau national. Une cartographie de l'exposition du territoire national au retrait gonflement des sols argileux est disponible sur le site du BRGM,.
Par ailleurs, afin de mieux appréhender le risque d’affaissement de terrain, l'inventaire national des cavités souterraines permet de localiser celles situées sur la commune.
Concernant les mouvements de terrains, la commune a été reconnue en état de catastrophe naturelle au titre des dommages causés par la sécheresse en 1990, 2009 et 2011 et par des mouvements de terrain en 1999.

## Toponymie
La toponymie vient vraisemblablement de l'occitan ruscada « fosse à tanner » (ou ruscat, -ada « qui a de l'écorce »),.

## Histoire
Commune dans laquelle vécurent le militaire décoré Pierre Boyer, son épouse Suzette et leur famille.
Souvenirs

## Politique et administration

### Rattachements administratifs et électoraux
Laruscade appartient à l'arrondissement de Blaye et au canton du Nord-Gironde, créé lors du redécoupage cantonal de 2014. Avant cette date, elle faisait partie du canton de Saint-Savin.
Pour l’élection des députés, la commune fait partie de la onzième circonscription de la Gironde, représentée depuis 2017 par Véronique Hammerer (LaREM), et depuis 2022 puis 2024 par Hedwige Diaz (RN).

### Intercommunalité
Depuis le 27 décembre 1999, date de sa création, Laruscade est membre de la communauté de communes Latitude Nord Gironde (anciennement communauté de communes du canton de Saint-Savin).

### Administration municipale
Le nombre d'habitants au dernier recensement étant compris entre 1 500 et 2 499, le nombre de membres du conseil municipal est de 19.

### Liste des maires
| Période                                  | Période            | Identité           | Étiquette         | Qualité             |
| ---------------------------------------- | ------------------ | ------------------ | ----------------- | ------------------- |
| mars 1977                                | avril 1995 (décès) | Kléber Donis       |                   | Agent d'assurance   |
| juin 1995                                | mars 2008          | Suzette Raud       | DVG               | Réélue en 2001      |
| mars 2008                                | En cours           | Jean-Paul Labeyrie | app. PCF puis LFI | Cadre Réélu en 2014 |
| Les données manquantes sont à compléter. |                    |                    |                   |                     |

## Population et société

### Démographie
L'évolution du nombre d'habitants est connue à travers les recensements de la population effectués dans la commune depuis 1793. Pour les communes de moins de 10 000 habitants, une enquête de recensement portant sur toute la population est réalisée tous les cinq ans, les populations de référence des années intermédiaires étant quant à elles estimées par interpolation ou extrapolation. Pour la commune, le premier recensement exhaustif entrant dans le cadre du nouveau dispositif a été réalisé en 2006.

En 2022, la commune comptait 2 808 habitants, en évolution de +3,77 % par rapport à 2016 (Gironde : +6,91 %, France hors Mayotte : +2,11 %).
| 1793  | 1800  | 1806  | 1821  | 1831  | 1836  | 1841  | 1846  | 1851  |
| ----- | ----- | ----- | ----- | ----- | ----- | ----- | ----- | ----- |
| 1 727 | 1 666 | 1 744 | 1 793 | 1 643 | 1 708 | 1 830 | 2 026 | 2 023 |

| 1856  | 1861  | 1866  | 1872  | 1876  | 1881  | 1886  | 1891  | 1896  |
| ----- | ----- | ----- | ----- | ----- | ----- | ----- | ----- | ----- |
| 1 966 | 1 802 | 1 921 | 1 749 | 1 784 | 1 769 | 1 749 | 1 667 | 1 642 |

| 1901  | 1906  | 1911  | 1921  | 1926  | 1931  | 1936  | 1946  | 1954  |
| ----- | ----- | ----- | ----- | ----- | ----- | ----- | ----- | ----- |
| 1 661 | 1 634 | 1 667 | 1 639 | 1 667 | 1 630 | 1 492 | 1 428 | 1 520 |

| 1962  | 1968  | 1975  | 1982  | 1990  | 1999  | 2006  | 2011  | 2016  |
| ----- | ----- | ----- | ----- | ----- | ----- | ----- | ----- | ----- |
| 1 373 | 1 340 | 1 332 | 1 475 | 1 679 | 1 693 | 2 047 | 2 416 | 2 706 |

| 2021  | 2022  | - | - | - | - | - | - | - |
| ----- | ----- | - | - | - | - | - | - | - |
| 2 814 | 2 808 | - | - | - | - | - | - | - |

Située à une vingtaine de kilomètres de Bordeaux dont elle fait partie de l'aire urbaine, Laruscade est en plein essor démographique.

### Enseignement
Par ailleurs, la commune a réaménagé en 2008 le réfectoire scolaire en un complexe flambant neuf. Les écoles maternelle et primaire sont, malgré un classement en zone d'éducation prioritaire, bien équipées en infrastructures.

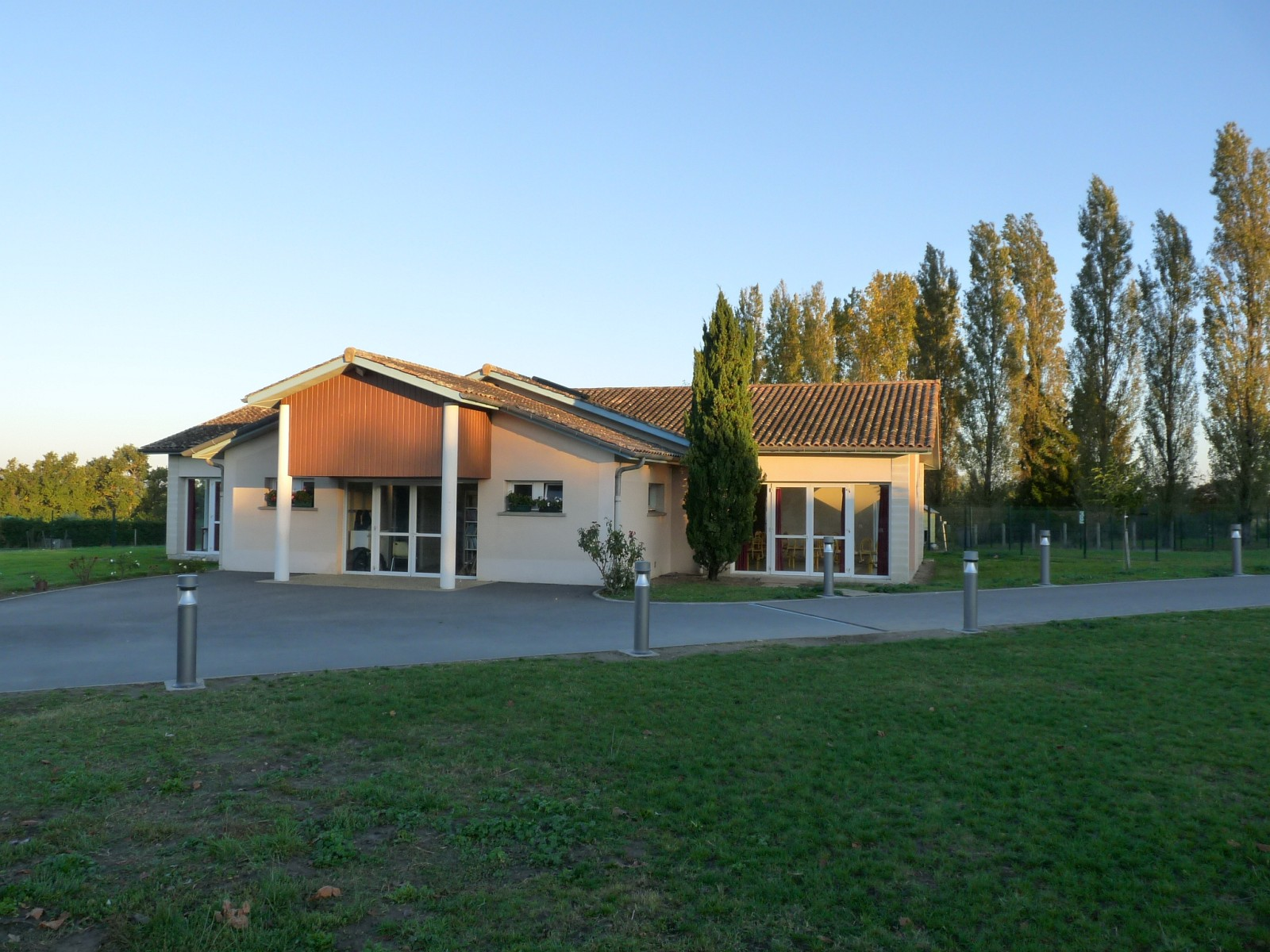
L'école.
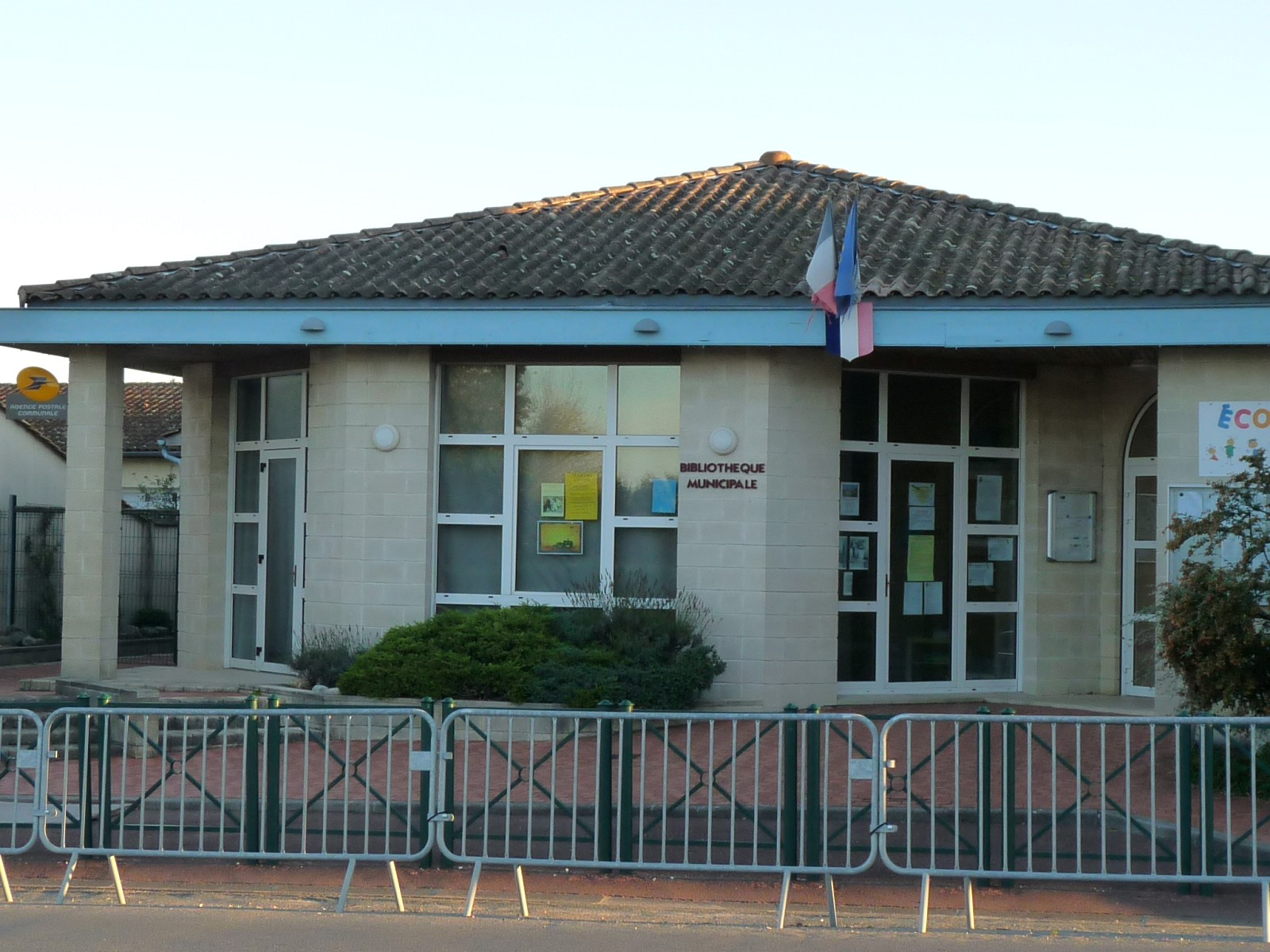
La bibliothèque.
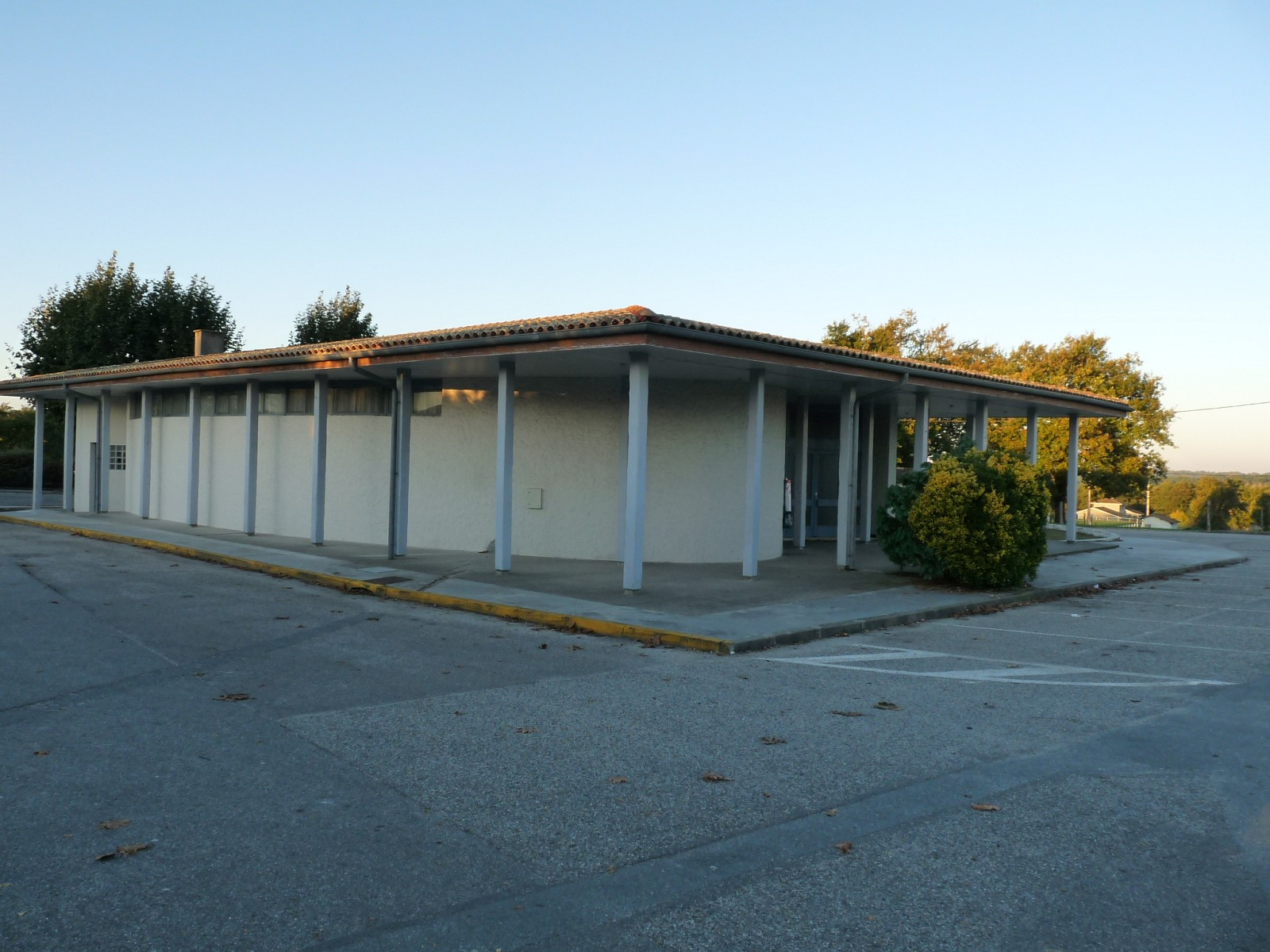
La salle des fêtes.
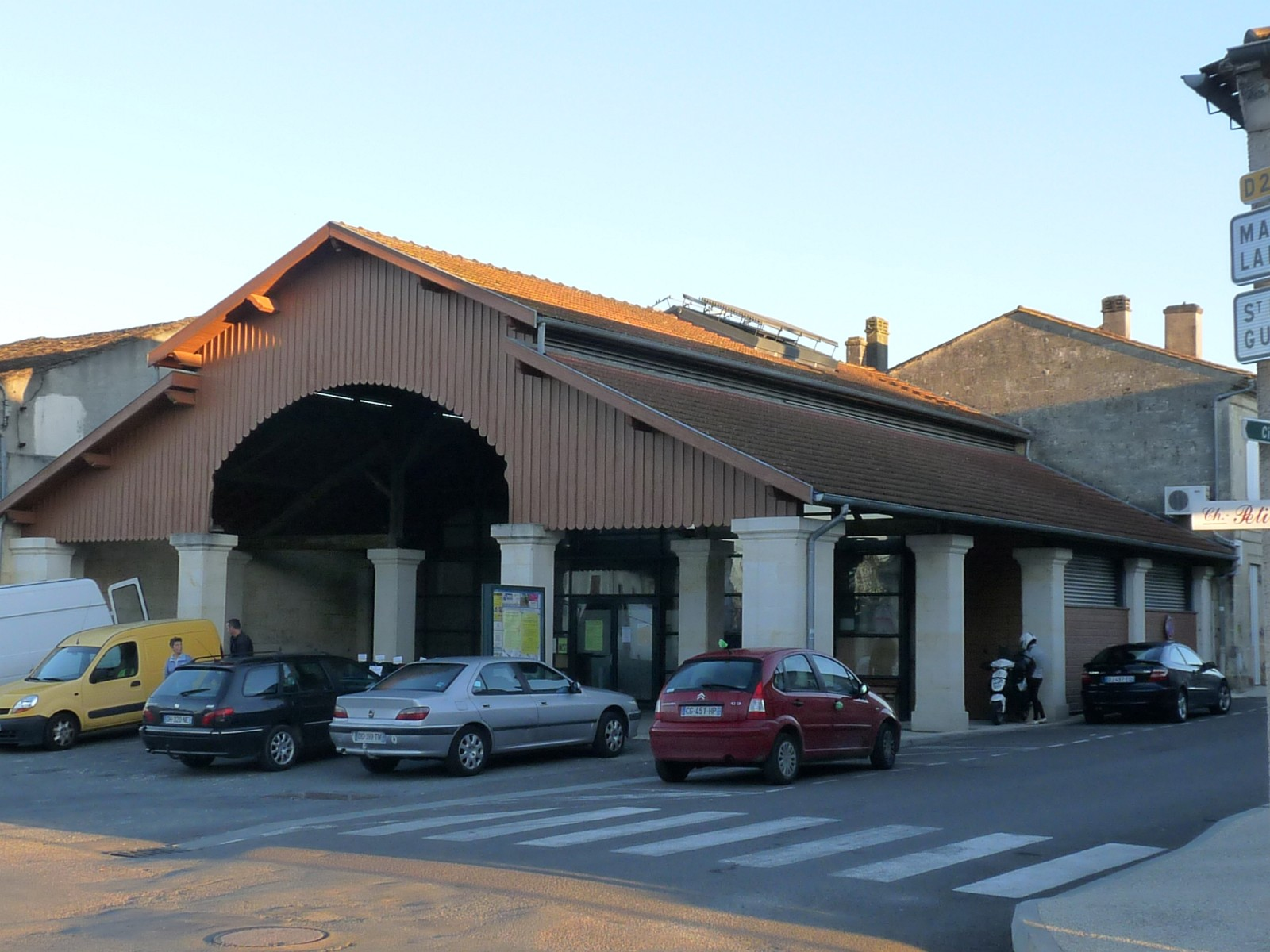
La halle.

### Santé
Une pharmacie et un médecin sont installés dans la commune.

## Économie

### Industrie
Le 20 juillet 2020, Flying Whales, une start-up spécialisée dans la construction de ballons dirigeables et la région Nouvelle-Aquitaine, annonce l'implantation de la première ligne d'assemblage des futurs appareils, à Laruscade. La construction du site de production est prévue pour fin 2021,.

### Commerces de proximité
- Une poste
- Une boutique d'articles chasse et pêche
- Une boulangerie
- Un bar-tabac
- Un restaurant
- Deux salons de coiffure
- Un super-marché
- Un salon d'esthéticiennes
- Une pizzeria
- Un garage automobile
- Un kebab

## Culture locale et patrimoine

### Lieux et monuments
- L'église paroissiale Saint-Exupère est de style néo-roman. Un oratoire dédié à la Vierge est construit extérieurement au pied.

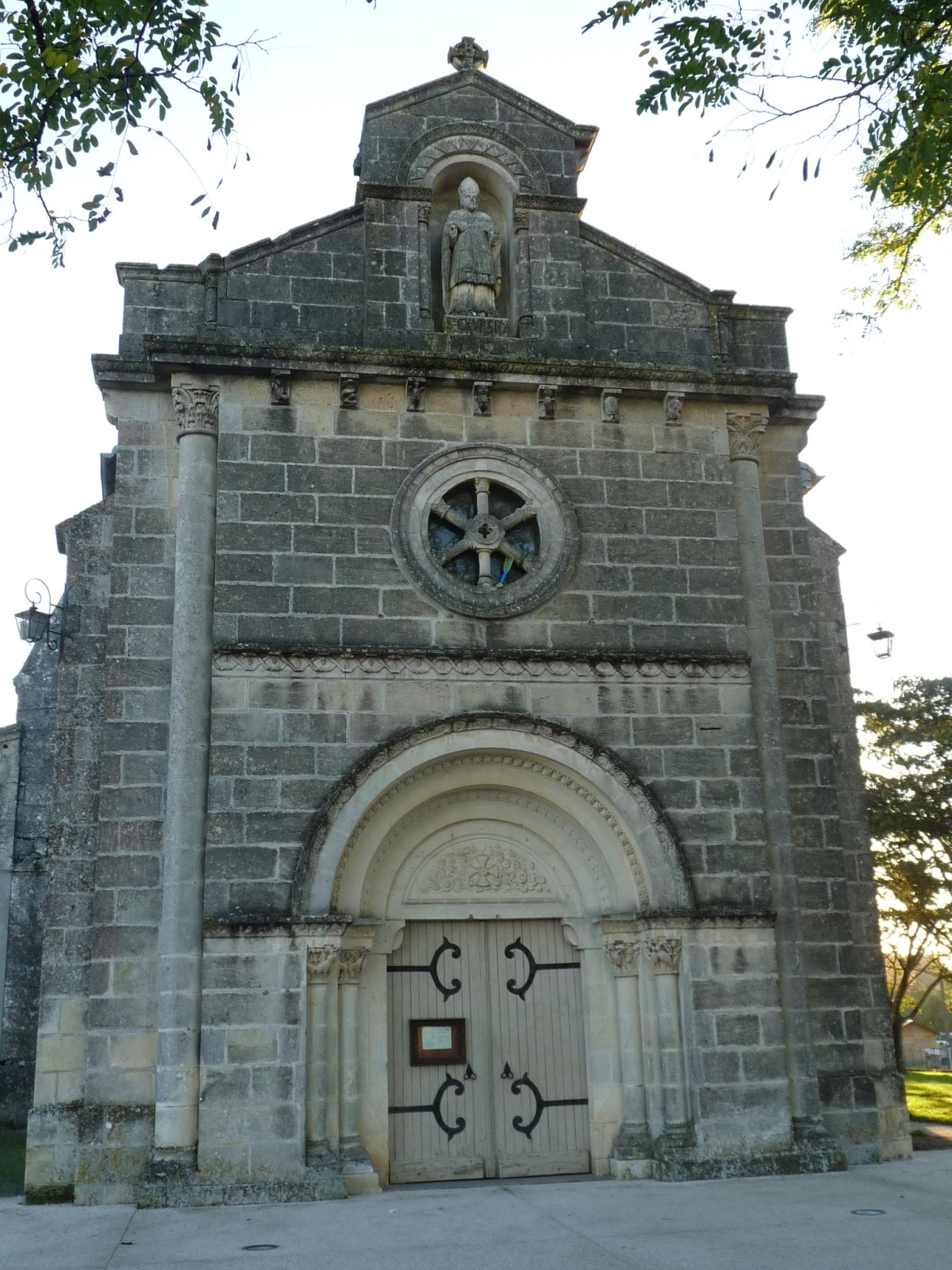
L'église Saint-Exupère.
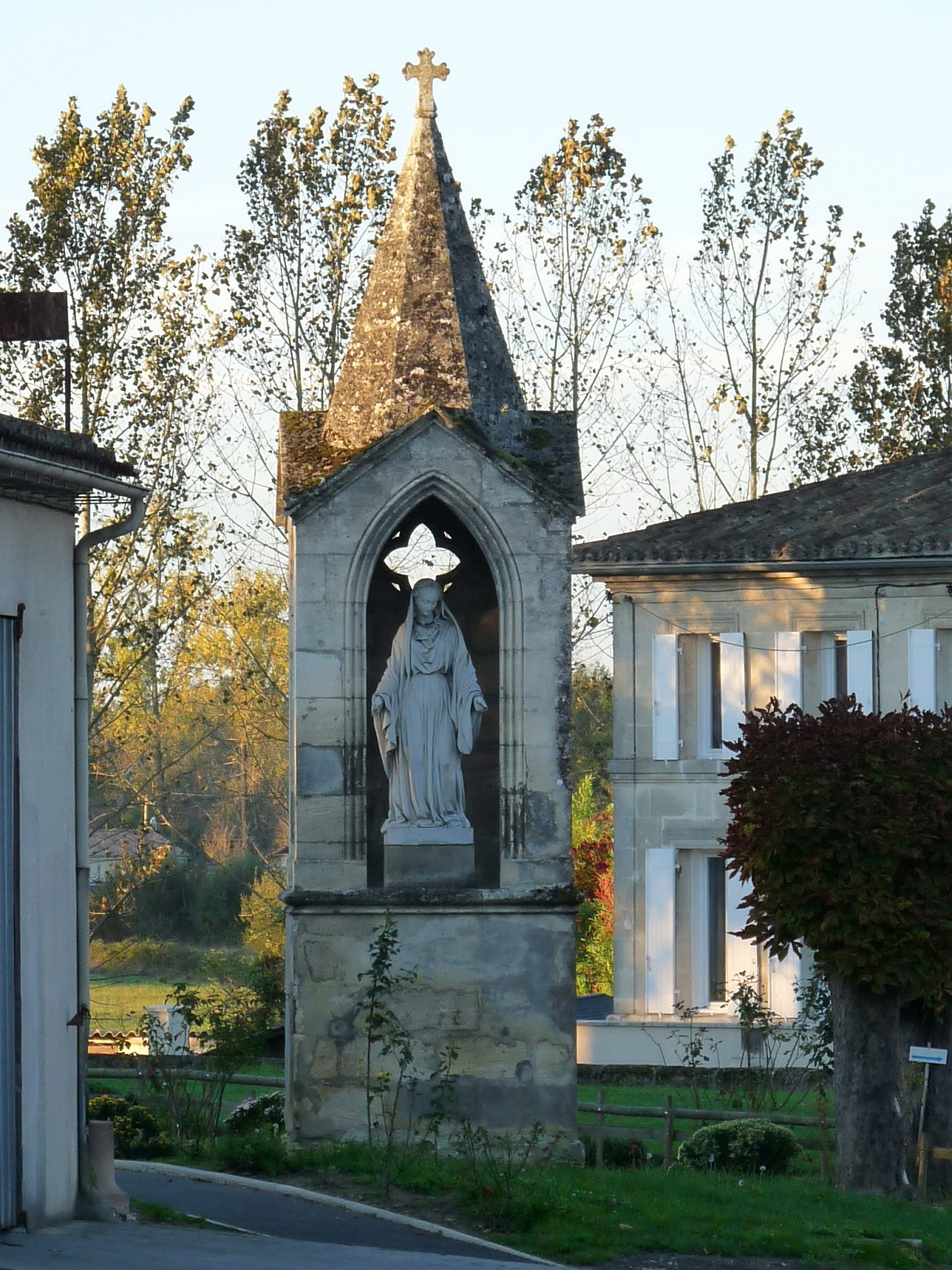
L'oratoire.

### Personnalités liées à la commune
- Roland C. Wagner (1960-2012), auteur de science-fiction mort à Laruscade.

### Héraldique
| Blason de Laruscade | Blason  | Parti : au 1er d'azur à un pin maritime coupé d'or, au 2d d'argent à une grappe de raisin de pourpre feuillée de sinople ; à une crosse de sable brochant sur la partition ; le tout au chef de gueules papelonné d'or. |
| Blason de Laruscade | Détails | Le statut officiel du blason reste à déterminer. |